# Fernando Neves
Fernando Maria Neves (* 9. června 1978, Praia) je kapverdský fotbalista a bývalý reprezentant. Nastupuje na postu stopera (středního obránce), případně alternuje na levé straně obranné řady. Mimo Kapverd působil v Portugalsku, Tunisku, Kataru, Česku a Francii.

## Klubová kariéra
Byl zvolen nejlepším středním obráncem a jako nejlepší zahraniční hráč sezony 2006/2007 v Tunisku, a zanedlouho podepsal smlouvu s katarským týmem Al-Sailiya SC.

### FC Baník Ostrava
Po dvouletém působení v Kataru se 30. června 2009 upsal týmu FC Baník Ostrava, kde odehrál 2 sezóny. V ročníku 2009/10 skončil s týmem na konečné třetí příčce ligové tabulky (= kvalifikace do evropských pohárů) a čtenáři iDNES.cz byl oceněn v anketě jako druhý nejlepší obránce Gambrinus ligy (po Tomáši Řepkovi ze Sparty Praha).
S Ostravou si zahrál i v Evropské lize 2010/11, kde v utkání 2. předkola s domácím gruzínským týmem FC WIT Georgia vstřelil hattrick, což byl na obránce znamenitý počin (2 góly dal z pokutových kopů, utkání skončilo vítězstvím Baníku 6:0).

### LB Châteauroux
V létě 2011 se s klubem nedohodl na nové smlouvě a zamířil do francouzského celku LB Châteauroux hrajícího druhou nejvyšší francouzskou soutěž Ligue 2. První utkání odehrál 29. července 2011 proti EA Guingamp (remíza 1:1).

### SK Slavia Praha
Koncem září 2013 posílil český klub SK Slavia Praha, zájem o něj měl nový trenér Slavie Miroslav Koubek, který jej vedl již dříve v Baníku Ostrava. V mužstvu podepsal smlouvu do 30. června 2015. Debutoval v ligovém derby 28. září 2013 proti Spartě Praha (porážka 0:2). Se Slávií bojoval o udržení prvoligové příslušnosti, což se v posledním kole sezony 2013/14 povedlo.

### 1. FK Příbram (hostování)
V červenci 2014 odešel na hostování do 1. FK Příbram, kde se sešel s bývalými spoluhráči z Baníku Ostrava Dominikem Krautem a Tomášem Pilíkem. Původně celosezónní hostování bylo ukončeno v lednu 2015 a hráč se vrátil do Slavie Praha. Neves odehrál v Příbrami 16 ligových duelů a jednou skóroval (4. října 2010 zařídil vítězství 1:0 nad FC Hradec Králové).

## Reprezentační kariéra
Zúčastnil se Afrického poháru národů 2013, kde reprezentace Kapverd postoupila překvapivě do čtvrtfinále, v němž prohrála s Ghanou 0:2. Byla to první účast Kapverd na Africkém poháru národů, Neves byl na turnaji kapitánem mužstva. Ihned po turnaji oznámil svůj odchod z kapverdské reprezentace.

## Mimo hřiště
Fernando Neves provozuje na Kapverdách fotbalovou školu, kde poskytuje dětem (klukům i dívkám) potřebné zázemí pro trénink, nakupuje pro ně fotbatbalové vybavení atd.